# أنديرس بير
أنديرس بير هو سياسي نرويجي، ولد في 15 يناير 1801، وتوفي في 24 يناير 1863.